# Landrada d'Hesbaye
Landrada (vivia al segle VIII) fou la filla de Lambert, noble d'Hesbaye, i la germana de Robert I d'Hesbaye.
El 764, va fundar amb el seu nebot Cancor, citat com a comte al Rheingau 764- 782, l'abadia de Lorsch. El seu fill Chrodegang (després bisbe de Metz i sant) en va ser l'abat l'any següent.
Es casa amb Sigramm, del qual va tenir un fill: Chrodegang, nascut cap a 712 i mort el 766, que va ser bisbe de Metz, fundador de l'abadia de Gorze, referendari de Carles Martell i conseller de Pipí I el Breu.
Estudis recents, sobretot els treballs de Christian Settipani, formulen la hipòtesi que és probablement la germana de Rotruda, nascuda cap a 695, morta el 724, esposa de Carles Martell.